# Радзивилл, Эльжбета
Эльжбе́та Радзиви́лл (пол. Elżbieta Radziwiłł, после замужества Томашевская, пол. Tomaszewska; 21 ноября 1917, Лондон — 20 июля 2021, Варшава) — княжна, единственная дочь предпоследнего хозяина Несвижского замка Альбрехта Антония Вильгельма Радзивилла.

## Биография
Эльжбета появилась на свет в Лондоне, куда Альбрехт Радзивилл отправил беременную жену англичанку Дороти Паркер Дикан (англ. Dorothy Parker Deacon) из-за начавшейся революции 1917 года. Брак родителей оказался недолгим и практически сразу после рождения Эльжбета с матерью переехала в Париж, а отец вернулся в Несвиж. Большую часть времени Эльжбета проводила с матерью, а на каникулах охотно посещала Несвижский замок и проводила время с отцом и бабушкой. Последний раз 18-летняя княжна встретилась с отцом в 1935 году, в год его смерти, во время очередной поездки в Несвиж. В разные времена Эльжбета Радзивилл жила в Швейцарии, Португалии, Англии, много лет во Франции. Последние годы провела в Варшаве.
Скончалась княжна на 105-м году жизни, о чём 21 июля 2021 сообщил её племянник князь Мацей Радзивилл. На своей странице в Facebook, он написал: 
|  | Ушёл из жизни необычный человек. Свидетель нескольких эпох. Последний человек, для которого замок Радзивиллов в Несвиже был просто домом. Покойся с миром. |

## Визиты в Республику Беларусь
После визита в 1935 году Эльжбета Радзивилл снова вернулась в родные места только в 1993 году, благодаря усилиям профессора Адама Мальдиса.
В мае 2009 года состоялся частный визит в Республику Беларусь пани Эльжбеты и ещё 9 представителей рода Радзивиллов (ее сын Альбрехт Чарторыйский, два внука от другого сына — Александр и Ксавер Томашевские, которые живут во Франции, Николай Радзивилл с сыном Антонием, Мацей Радзивил, его жена Анна-Мария, Доминик Радзивилл с женой Эльжбетой). Вместе с другими представителями рода княжна посетила Национальный исторический архив Беларуси, Национальную библиотеку Республики Беларусь, Национальный художественный музей Беларуси в Минске, а также города Мир и Несвиж, деревни Полонечку и Ишколдь. Во время посещения Несвижского замка Эльжбета давала ценные советы архитекторам по реставрации, так как хорошо помнила, как замок выглядел в её детстве.